# Takako Chigusa
Takako Chigusa è un personaggio immaginario del romanzo Battle Royale e del manga e film da esso tratti. Secondo le fonti è catalogata come Studentessa numero 13. Nella versione inglese è soprannominata Taka. L'attrice che ha recitato la sua parte nel film è Chiaki Kuriyama.

## Prima del Programma
Takako era la migliore velocista nella sezione dei 200 metri femminili, il suo record era il secondo in tutta la storia della scuola. Era molto carina, tanto da essere considerata la più bella della scuola. Chigusa aveva i capelli tinti con mèches arancioni, orecchini (due all'orecchio sinistro e uno al destro), degli anelli al medio e all'anulare e cinque braccialetti al polso, e le unghia lunghe, ma nonostante il suo stile alquanto ribelle aveva buoni voti. Chigusa era di gruppo sanguigno B, aveva una sorellina di due anni più giovane, Ayako, e un cane, Hanako.
Il suo migliore amico nella classe era Hiroki Sugimura. Quando iniziarono a girare per la classe voci riguardanti una sua presunta relazione con Kazushi Niida lei non rimase impressionata, ma si arrabbiò con Niida per non averle smentite. Nel manga, a causa del suo comportamento distaccato, viene più volte chiamata da Niida "fantoccio senza sentimenti".

## Durante il Programma
Non molto dopo l'inizio del Programma, Niida e Chigusa si incontrano. Niida le dice di essere innamorato di lei, ma dopo il rifiuto di Chigusa, tenta con la forza di farla entrare in gruppo con lui, minacciando di ucciderla se non lo fa. Quando lei gli ride in faccia, Niida cerca di stuprarla. I due ingaggiano un combattimento prolungato, durante il quale Chigusa viene ferita alla gamba dopo che Niida le spara un colpo con la balestra. Nel manga, Takako viene anche colpita a pugni varie volte sulla faccia, prende una ginocchiata nello stomaco e venne trafitta alla spalla.
Nel romanzo Chigusa stacca a Niida un occhio con le proprie unghie e gli dà un forte calcio ai testicoli per poi ucciderlo con il proprio rompighiaccio, conficcandoglielo in bocca.
Nel manga Chigusa conficca il pollice nel suo occhio e, dopo avergli dato un calcio prima al mento poi ai testicoli, inizia a correre raggiungendo la balestra ormai scarica con la quale lo minaccia inutilmente; dopodiché, quando lui cerca di saltarle addosso, lei afferra un dardo della balestra e glielo conficca nella nuca.
Nel romanzo, dopo aver ritrovato il proprio rompighiaccio, Chigusa si accorge di Mitsuko Soma, che sta lì vicino. Nel romanzo, dopo una breve chiacchierata, Chigusa cerca di scappare ma Mitsuko le spara tre colpi alla schiena; credendola morta, Mitsuko se ne va.
Nel manga, dopo aver scalciato via Niida, Takako rimane in ginocchio a pensare a Hiroki, quando Mitsuko spunta alle sue spalle, sparandole.
Takako rimane in vita per quasi un quarto d'ora prima che Hiroki la trovi; quando Takako si trova fra le sue braccia, gli chiede se è innamorato di lei. Hiroki le risponde di no, ma di essere orgoglioso del fatto che la sua migliore amica sia una ragazza molto fiera. Dopodiché, Chigusa lo ringrazia e muore.